# Galerie Anne Barrault
La galerie Anne Barrault est une galerie d'art française consacrée à l’art contemporain. 
Depuis ses débuts en 1999, la galerie s’est engagée aux côtés de jeunes artistes, ainsi que d’artistes établis. Elle a présenté de nombreuses premières expositions personnelles – Tiziana la Melia, Stéphanie Saadé, Guillaume Pinard ou Jochen Gerner – tout en invitant des artistes confirmés tels que Daniel Spoerri, Gabriele Basilico ou Roland Topor.
Sa programmation est accompagnée de la publication de monographies, comme celles d’Alun Williams ou de Ramuntcho Matta. La galerie convie régulièrement un commissaire d’exposition indépendant à faire une proposition originale dans son espace. 

## Situation
La galerie est située à Paris dans le quartier du Marais. D’abord installée rue Saint-Claude, la galerie a déménagé en septembre 2013 rue des Archives. 

## Artistes
| - David B. - Gabriele Basilico - Katharina Bosse - Jochen Gerner - Killoffer - Marie Losier | - Ramuntcho Matta - Alun Williams - Dominique Figarella - Manuela Marques - Tiziana La Melia - Olivier Menanteau | - Pierre Moignard - Guillaume Pinard - Tere Recarens - David Renaud - Stéphanie Saadé - Roland Topor |